# Niki Lauda

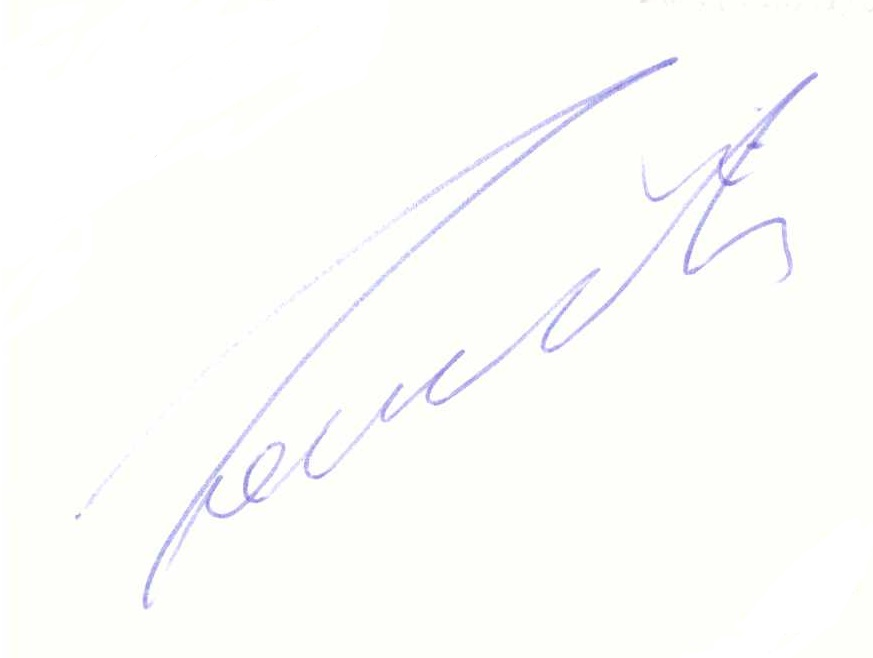
Niki Laudas Signatur (2004)

Andreas Nikolaus „Niki“ Lauda (* 22. Februar 1949 in Wien; † 20. Mai 2019 in Zürich) war ein österreichischer Automobilrennfahrer, Unternehmer und Pilot. Er startete zwischen 1971 und 1985 in der Formel 1 und wurde dreimal Weltmeister.

## Herkunft und Privatleben
Niki Lauda war der Sohn von Ernst-Peter und Elisabeth Lauda sowie ein Enkel von Hans Lauda. Sowohl der Vater als auch der Großvater waren einflussreiche Industrielle, wodurch Lauda in einem wohlhabenden familiären Umfeld aufwuchs und das Privatgymnasium in Bad Aussee (heute BORG Bad Aussee) besuchte. Mit 15 Jahren kaufte er sein erstes Auto, einen VW Käfer Cabriolet, Baujahr 1949, mit dem er nach eigener Aussage „jeden erdenklichen Blödsinn“ machte und das ihn mehr kostete, als das Taschengeld hergab. Deshalb arbeitete er in den Ferien als Lastkraftwagenbeifahrer. Seine Familie war gegen seine Ambitionen im Motorsport, weswegen der zielstrebige Lauda sich mit ihr komplett überwarf. In der Folge nutzte er seinen in Österreich bekannten Namen, um sich bei verschiedenen Banken Kredite zu besorgen, mit denen er dann seinen Weg bis in die Formel 1 finanzierte.
Lauda war zweimal verheiratet. Nachdem er jahrelang mit Mariella Reininghaus verlobt gewesen war, lernte er 1975 Marlene Knaus kennen, die er 1976 heiratete. Aus dieser Ehe stammen die Söhne Lukas Lauda (* 1979) und Mathias Lauda (* 1981). Die Ehe wurde 1991 geschieden. 2008 heiratete er Birgit Wetzinger. Aus dieser zweiten Ehe stammen seine 2009 geborenen Zwillinge Max und Mia. Ferner hat Lauda einen Sohn (Christoph) aus einer außerehelichen Beziehung, der 1981 geboren wurde. Laudas Sohn Mathias fährt seit 2002 Automobilrennen; als Manager betreut ihn sein älterer Bruder Lukas. 2011 trat Lauda wieder in die römisch-katholische Kirche ein, nachdem er Jahre zuvor vor allem aus steuerlichen Gründen ausgetreten war.
Da Laudas Nieren als Folge der Medikamente nach seinem Unfall 1976 in ihrer Funktion stark nachließen, wurden ihm nacheinander zwei Nieren (Lebendspenderorgane) transplantiert. Die erste spendete 1997 sein Bruder Florian, die zweite 2005 seine spätere Ehefrau Birgit.
Nach einer schweren Lungenerkrankung, deren Auslöser eine hämorrhagische Alveolitis war, wurden Lauda im August 2018 im AKH Wien von einem Team um Walter Klepetko beide Lungenflügel transplantiert. Am 25. Oktober 2018 wurde er aus der Klinik entlassen. Als es zu Komplikationen mit seiner Spenderniere kam, musste er sich einer Dialysebehandlung unterziehen. Lauda starb am 20. Mai 2019 im Alter von 70 Jahren im Kreise seiner Familie nach dreiwöchigem Aufenthalt im Universitätsspital Zürich.
Am 29. Mai 2019 wurde Lauda als erster Sportler im Wiener Stephansdom aufgebahrt. Danach fand ebenfalls im Stephansdom ein Requiem mit rund 300 Ehrengästen statt, ehe Lauda in seinem Rennoverall, abseits der Öffentlichkeit im engsten Familienkreis, auf dem Friedhof Heiligenstadt in Wien (Teil A, Gruppe M, Nummer 17) bestattet wurde.
Nach seinem Tod begann ein vor Gericht ausgetragener Erbstreit.

## Sportliche Laufbahn

### Anfänge im Rennsport

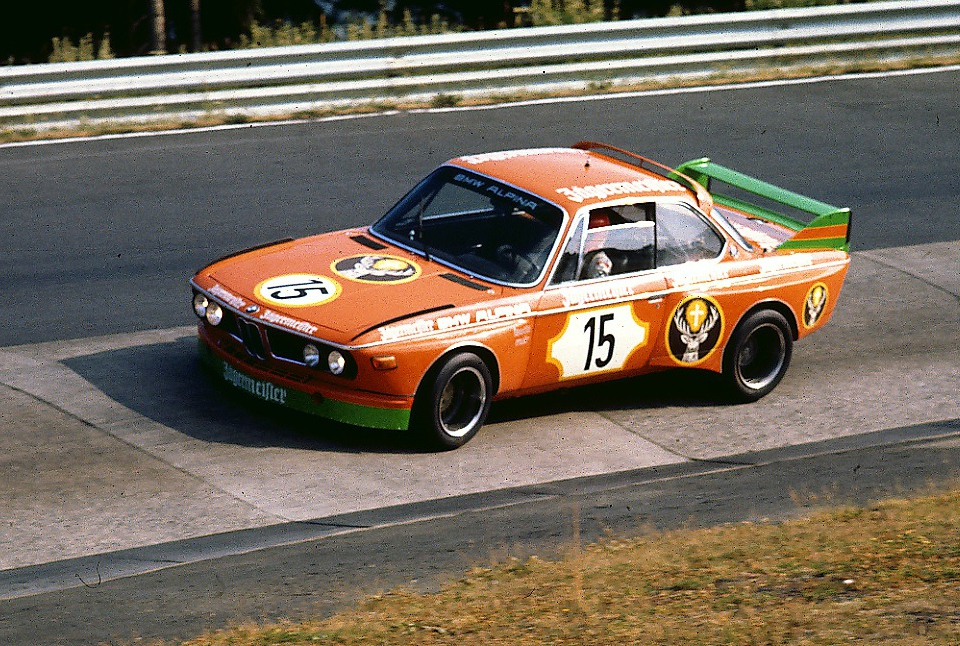
Niki Lauda beim 6-Stunden-Rennen 1973 auf dem Nürburgring

Als 19-Jähriger – bei seinem ersten Rennen, dem Bergrennen am 15. April 1968 in Bad Mühllacken – wurde Lauda mit einem Mini Cooper S 1300 auf Anhieb Zweiter seiner Klasse. 1969 startete er mit einem Kaimann, gesponsert von der Ersten Österreichischen Sparkasse, Wien, in der Formel V. Im Kaimann-Team ersetzte er Helmut Marko, der in die Formel 3 wechselte, und bestritt mit Erich Breinsberg die österreichische Meisterschaft. Lauda gelangen seine ersten Siege in Monza und Sopron und er belegte mehrere 2. Plätze. In der Formel 3 überstand Lauda 1970 mehrere spektakuläre Unfälle. Er bezeichnete daraufhin die Formel 3 als „Wahnsinnsformel“, in der er nicht länger „ein Wahnsinniger in einem Feld von zwei Dutzend Wahnsinnigen“ sein wollte, und wechselte in die Formel 2. Um Geld für den Einstieg in die Formel 1 zu verdienen, fuhr er zu Beginn der 1970er-Jahre Sportwagenrennen auf Porsche 908/2 und Tourenwagenrennen. 1973 gewann er unter anderem mit einem BMW Coupé das 24-Stunden-Rennen auf dem Nürburgring.

### Formel 1

#### 1971 bis 1974
Laudas erstes Formel-1-Rennen war der Große Preis von Österreich am 15. August 1971 für March-Ford, in dem er ausfiel. 1972 kaufte sich Lauda mit einem Kredit der Raiffeisenbank in Höhe von zwei Millionen Schilling ein Cockpit bei March-Ford. 1973 fuhr er für das britische Team B.R.M. einen Zwölfzylinder, mit dem er beim Großen Preis von Monaco, auf dem dritten Platz liegend, den Ferrari von Jacky Ickx auf Distanz halten konnte, worauf Enzo Ferrari ihm einen Vertrag für 1974 anbot.
Ferrari war zu der Zeit mit dem Ferrari 312PB in der Sportwagen-Weltmeisterschaft erfolgreich, aber in der Formel 1 hatte das Unternehmen seit 1964 keine Weltmeisterschaft mehr gewonnen. 1973 trat Ferrari bei einigen Grand Prix (u. a. in Deutschland) nicht an. Lauda bildete mit dem Leiter der Rennsportabteilung, Luca di Montezemolo, und Konstrukteur Mauro Forghieri künftig ein erfolgreiches Trio, welches Ferrari zurück zur sportlichen Relevanz führte. Lauda bestätigte die sportliche Leitung in dem Entschluss, die Sportwagen aufzugeben und sich voll auf die Formel 1 zu konzentrieren. Auf der hauseigenen Teststrecke bei Fiorano wurde das neue Modell getestet und weiterentwickelt.
Als 1973 der Brite Roger Williamson in Zandvoort verunglückte und in seinem March verbrannte, fuhr Niki Lauda, wie die anderen Fahrer auch, an dem brennenden Wrack vorbei, ohne zu helfen. Lauda führte das darauf zurück, dass die Situation in der kurzen Zeitspanne schwer erkennbar war, da im Rauch nur ein Fahrer zu sehen war, der ein Fahrzeug löscht. Durch einen Reporter verärgert, entglitt ihm zunächst die Aussage: „Ich bin Rennfahrer und kein Feuerwehrmann.“
1974 war Ferrari mit dem neuen 312B3 wieder erfolgreich. Lauda errang seinen ersten Grand-Prix-Sieg beim Großen Preis von Spanien in Jarama am 28. April 1974, verpasste aber den Weltmeistertitel infolge einiger Ausfälle, wie z. B. der Kollision mit Jody Scheckter kurz nach dem Start zum Großen Preis von Deutschland auf dem Nürburgring, während Teamkollege Clay Regazzoni dort den Sieg erzielte. Auch war er seinem Teamkollegen Regazzoni im internen Duell unterlegen. Am Saisonende war Lauda mit 38 Punkten Vierter in der Weltmeisterschaft. Er gewann zwei Rennen, den Großen Preis von Spanien und den Großen Preis der Niederlande. Weltmeister wurde Emerson Fittipaldi auf McLaren vor Laudas Teamkollegen Regazzoni.

#### Erste Weltmeisterschaft 1975

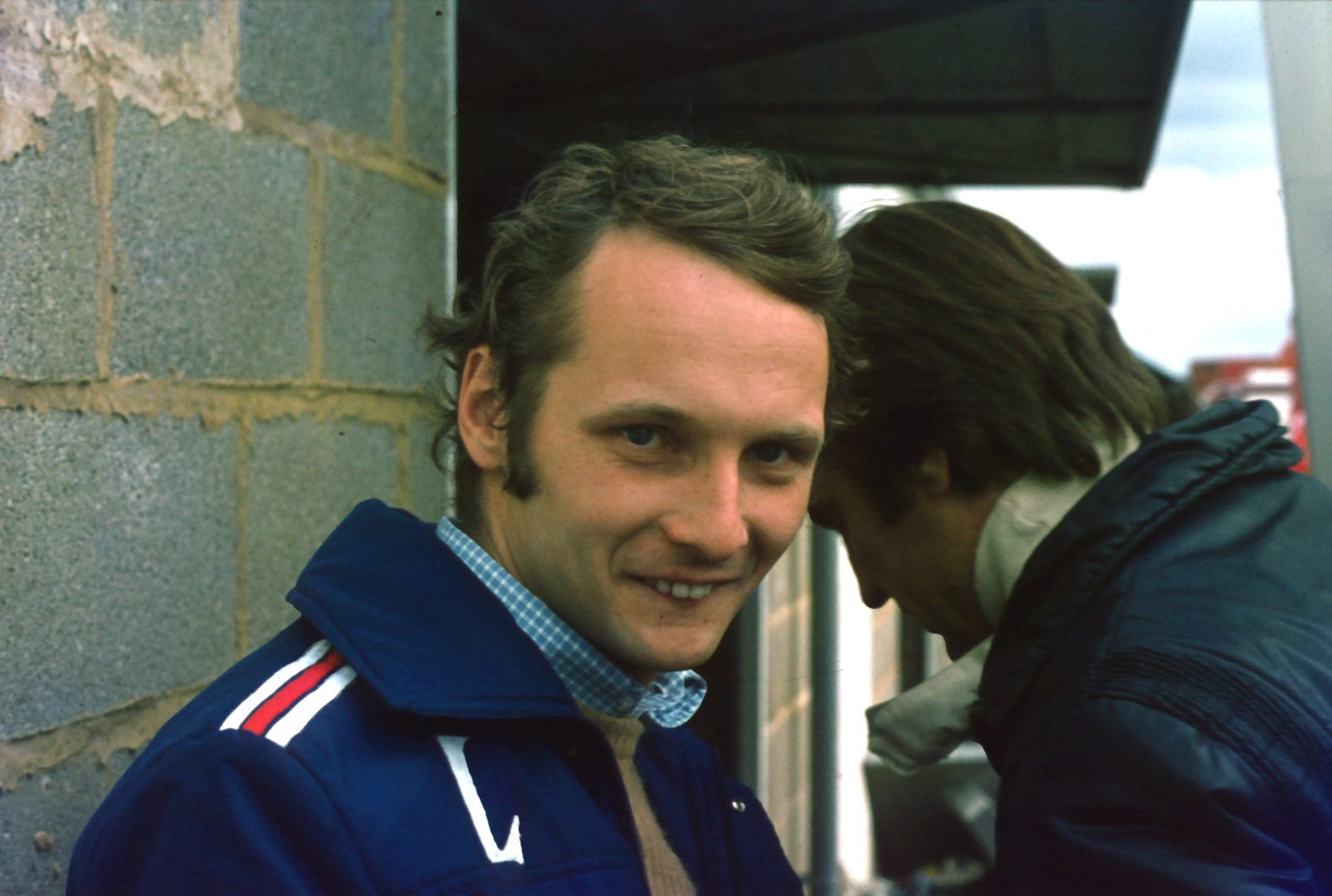
Niki Lauda (1975)

1975 gab Lauda im nochmals weiterentwickelten Modell Ferrari 312T (nun mit quer eingebautem Getriebe) des Konstrukteurs Mauro Forghieri mit fünf Saisonsiegen den Ton an und fuhr unter anderem als erster und einziger Fahrer auf dem damals 22,8 km langen Nürburgring im Training zum Großen Preis von Deutschland mit 6:58,4 Minuten eine Zeit von unter sieben Minuten. Nachdem er im Vorjahr teils noch im Schatten Regazzonis gestanden hatte, dominierte er nun die Weltmeisterschaft und wurde in diesem Jahr zum ersten Mal Formel-1-Weltmeister, als erster Ferrari-Pilot seit John Surtees 1964. Den Titel fixierte er endgültig mit Rang 3 am 7. September in Monza, wobei ihm nur mehr ein halber Punkt gefehlt hatte (nachdem zuvor am Österreich-Ring das Rennen wegen zu starken Regens abgebrochen worden war).
Bei der Wahl zum österreichischen Sportler des Jahres wurde Lauda Zweiter hinter dem Skiläufer Franz Klammer.
Zum Ende der Saison verließ Luca di Montezemolo Ferrari, um im Management des Mutterkonzerns Fiat zu arbeiten. Montezemolo wurde durch Daniele Audetto ersetzt, der mit Montezemolo früher Langstreckenautorennen gefahren war. Lauda hatte in der Folge ein eher angespanntes Verhältnis zu Audetto und war mit ihm wiederholt uneins in Fragen der Teamstrategie.

#### Saison 1976 und Unfall auf dem Nürburgring

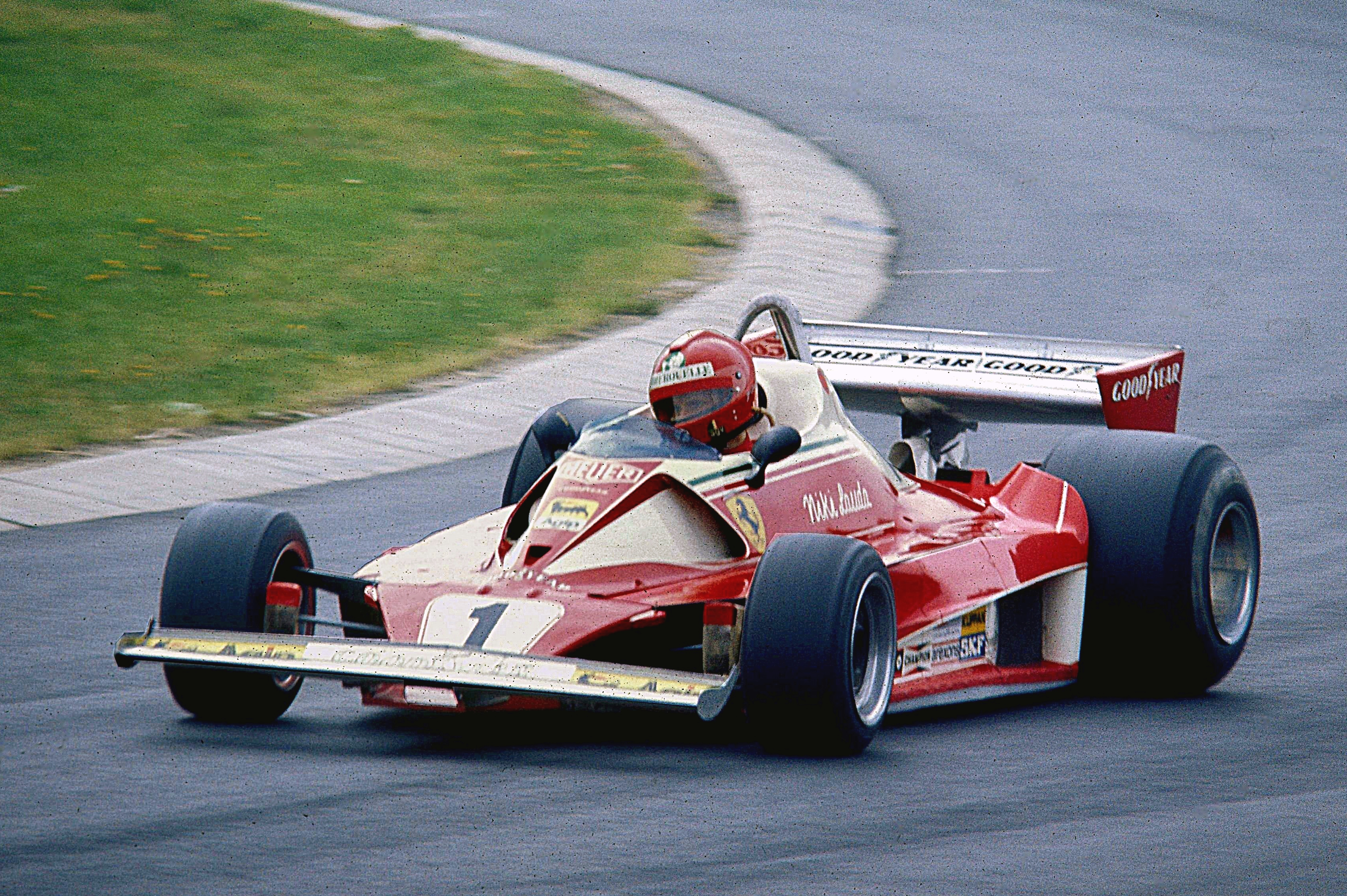
Niki Lauda 1976 im Samstags-Training auf dem Nürburgring. Die Augenpartie ist klar erkennbar, wie bei anderen Piloten auch. Es gab damals jedoch schon Gesichtsmasken, die nur zwei Augenlöcher hatten, und Schürzen an der Unterkante des Helmes.

In der ersten Hälfte der Saison 1976 war Lauda erneut überlegen, gewann vier von acht Rennen, war dank des enorm zuverlässigen Ferrari 312T nur einmal nicht unter den ersten dreien und führte die Weltmeisterschaft klar an, obwohl er sich bei einem Traktorunfall auf seinem Anwesen nahe Salzburg zwei Rippen gebrochen hatte und Anfang Mai den Grand Prix von Spanien nur mit Schmerzmitteln fahren konnte. Lauda lernte durch den Unfall und die Rehabilitationsphase Willi Dungl kennen, der vorher bereits mit dem österreichischen Olympia-Team zusammengearbeitet hatte. Dungl spielte in der Folge als Laudas Physiotherapeut in seiner gesamten weiteren Sportkarriere eine wichtige Rolle.
Lauda erzielte auf dem Nürburgring nach James Hunt die zweitbeste Trainingszeit, die jedoch infolge von Regeländerungen (unter anderem Verbot der bisher hoch aufragenden Airbox) langsamer als im Vorjahr war. Vor dem Großen Preis von Deutschland am 1. August 1976, der nach Auslaufen eines Vertrages als letztes Formel-1-Rennen auf der Nordschleife des Nürburgrings feststand, regnete es. Außer Jochen Mass, der viel Erfahrung am Ring hatte, starteten alle Fahrer das Rennen auf Regenreifen. Auf abtrocknender Piste wechselten sie nach der ersten Runde auf Slicks; nur Ronnie Peterson fuhr mit Regenreifen weiter. Die Ferrari-Mechaniker waren langsamer als die meisten englischen Teams; Lauda lag in der zweiten Runde nur im hinteren Mittelfeld, überholte jedoch bald einige Konkurrenten. Kurz nach Passage des Adenauer Ortsteils Breidscheid verunglückte er vor dem Streckenabschnitt Bergwerk. Das Fernsehen hatte dort keine Kamera, aber zwei Amateurfilmern gelang es, Aufnahmen von dem Unfall auf Super-8-Film zu machen, die an den folgenden Tagen veröffentlicht wurden. Das internationale Medieninteresse an diesem Ereignis war über Wochen hinweg groß und besonders die deutsche Boulevardpresse schrieb intensiv über Laudas Unfall und seine Gesichtsverletzungen.
Amateurfilmaufnahmen eines französischen Zuschauers lassen erkennen, wie der Ferrari 312T2 nach der Durchfahrt des Linksknicks, der heute inoffiziell nach Lauda benannt wird, plötzlich nach außen (also nach rechts) abbiegt, gegen eine Felswand prallt, die Fahrbahn entlangschleudert und in Flammen aufgeht.
Die fast 200 Liter Benzin im Fahrzeug liefen teilweise aus und entzündeten sich sofort. Lauda wurde kurz bewusstlos. Einige nachfolgende Wagen stießen gegen Laudas Fahrzeug, andere konnten noch anhalten. Es bildete sich ein Stau, die Strecke war blockiert, das Rennen musste abgebrochen werden. Die Piloten Brett Lunger, Guy Edwards und Harald Ertl versuchten Lauda zu retten, doch erst Arturo Merzario gelang es, Laudas Sicherheitsgurte zu lösen, während Ertl die Flammen mit einem Feuerlöscher löschen konnte und Lunger Lauda nach über einer halben Minute aus dem brennenden Wrack heraushalf. Lauda hatte einen (nach dem Reglement illegal) speziell modifizierten AGV-Helm mit extra dicken Schaumpolstern für einen größeren Tragekomfort getragen, ihn aber im Feuer verloren, weil sich die Schaumpolster komprimierten und der Helm vom Kopf sprang. (Lauda im Interview 2006: „Der Helm war leichter, komfortabler, aber mir eigentlich zu groß. Er saß zu locker auf meinem Kopf. Ich glaube nicht, dass mir der Bell-Helm davongeflogen wäre.“) Der Hersteller zahlte Lauda später eine hohe Schadenersatzsumme. Als Lauda wieder bei Bewusstsein war und unter großen Schmerzen über die Strecke taumelte, wurde er von dem ebenfalls hinzugeeilten John Watson abseits der Strecke hingelegt. Während er im Cockpit eingeschlossen war, hatte er sich Verbrennungen am Kopf zugezogen, da die Kopfhaube (Balaclava) nur im Gesichtsbereich aus mehreren Lagen schwer entflammbaren Materials bestand und im Helmbereich dünner und komfortabler ausgelegt war, weil ein Verlust des Helmes nicht einkalkuliert war. Zudem atmete Lauda giftige Dämpfe und Rauchgas ein, was die Lunge verletzte.
Die Ursache des Unfalls wurde nie offiziell bekanntgegeben. Niki Lauda selbst schreibt in seinem Buch Meine Story von 1985, dass er es für am wahrscheinlichsten hält, dass der rechte hintere Längslenker ausgerissen sei. Dadurch würde sich das rechte Hinterrad nach hinten wegdrehen und das Auto plötzlich nach rechts abbiegen.
Ursprünglich sollte der Rettungswagen der Rennstrecke folgend kilometerweit bergauf (etwa 300 m Höhenunterschied) fahren und dann auf der Landstraße wieder bergab nach Adenau zum dortigen Krankenhaus. Auf Anweisung von Hans-Joachim Stuck wurde jedoch bei nun abgebrochenem Rennen nicht dieser ca. 20 km lange Umweg gemacht, sondern entgegen der normalen Fahrtrichtung zur nur wenige Hundert Meter entfernten Ausfahrt Breidscheid gefahren. Diese meist langen Distanzen für Rettungsfahrzeuge waren einer der Gründe für die Entscheidung, die 22,8 km lange Nordschleife nicht mehr für Formel-1-Rennen zu nutzen.
Nach dem Neustart gewann Hunt im McLaren das Rennen.
Vom Krankenhaus in Adenau wurde Lauda zuerst mit einem Hubschrauber in das Bundeswehrzentralkrankenhaus Koblenz geflogen, dann in das Unfallkrankenhaus Ludwigshafen, wo ein Schwerverbranntenzentrum vorhanden ist. Dort erwiesen sich jedoch die Lungenverätzungen durch das Einatmen des giftigen Rauchs der Kunststoffkarosserie und des Löschschaums als viel kritischer als die Hautverbrennungen, weswegen er noch am selben Tag ins Klinikum Mannheim verlegt wurde. Lauda fiel ins Koma, er erhielt in der Klinik die Krankensalbung. Er erholte sich jedoch rasch, auch dank der erneuten Unterstützung durch Willi Dungl, der als Therapeut den Aufbau von Laudas Physis leitete, dessen Ernährung umstellte und als sein Masseur fungierte.
Bereits 42 Tage später, nach zwei verpassten Rennen, fuhr Lauda beim Großen Preis von Italien einen von nun drei Ferraris, da Carlos Reutemann schon als Ersatz verpflichtet worden war, was Lauda nicht gefiel: „Wir konnten uns niemals ausstehen und anstatt mir Druck abzunehmen, bürdeten sie [d. h. Ferrari] mir noch mehr auf, indem sie Carlos Reutemann engagierten.“ Lauda wurde Vierter, mit blutenden Wunden. Durch die Brandverletzungen an den Augenlidern konnte er kaum blinzeln und war in der Sicht eingeschränkt. Obwohl er bei dem Rennen zum ersten Mal seinen Retter Arturo Merzario wiedersah, bedankte er sich nicht für die Rettung, was er später bereute. Zahlreiche Operationen und Transplantationen folgten. Die beiden Rennen in Amerika gewann Hunt, Lauda wurde lediglich einmal Dritter; Lauda erklärte dies mit dem unter den kühleren herbstlichen Bedingungen weniger konkurrenzfähigen Ferrari.
Beim letzten Rennen, dem Großen Preis von Japan in Fuji, war Lauda auf dem dritten Startplatz hinter Hunt, der seit dem Unfall vier Große Preise gewonnen hatte, aber in der Fahrerwertung noch drei Punkte zurücklag. Die Konstrukteurs-Weltmeisterschaft gewann Ferrari, denn Regazzoni hatte mehr Punkte gesammelt als Jochen Mass. Der Start wurde bei strömendem Regen und Nebel lange verschoben, dann aber doch durchgeführt, bevor es zu dunkel wurde. Lauda stellte seinen Wagen nach der zweiten Runde aus Sicherheitsgründen ab, der zweite noch aktive ehemalige Weltmeister Emerson Fittipaldi tat dasselbe, ebenso wie Carlos Pace und Larry Perkins. Das Angebot Forghieris, als Grund für Laudas Ausscheiden einen technischen Defekt anzugeben, lehnte Lauda ab. Hunt führte zeitweise, fiel dann aber nach einem Boxenstopp zurück, glaubte den Titel bei Überquerung der Ziellinie zunächst verloren und erfuhr erst beim Einparken in der Boxengasse von seinem Triumph. Er wurde Dritter und gewann den Weltmeistertitel mit einem Punkt Vorsprung.
Auch ausgelöst durch Laudas Unfall (wie auch durch Jackie Stewarts Sicherheitskampagne) und die monatelange Berichterstattung der Massenmedien kam es langsam zu einem weiteren Umdenken, was die Sicherheit der Strecken und Fahrer betraf, und schrittweise wurden in den kommenden Jahren die Sicherheitsbestimmungen verschärft.
Die Rennsaison 1976 war Gegenstand des 2013 veröffentlichten Films Rush – Alles für den Sieg. Die Rolle von Lauda spielte Daniel Brühl.

#### Zweite Weltmeisterschaft 1977

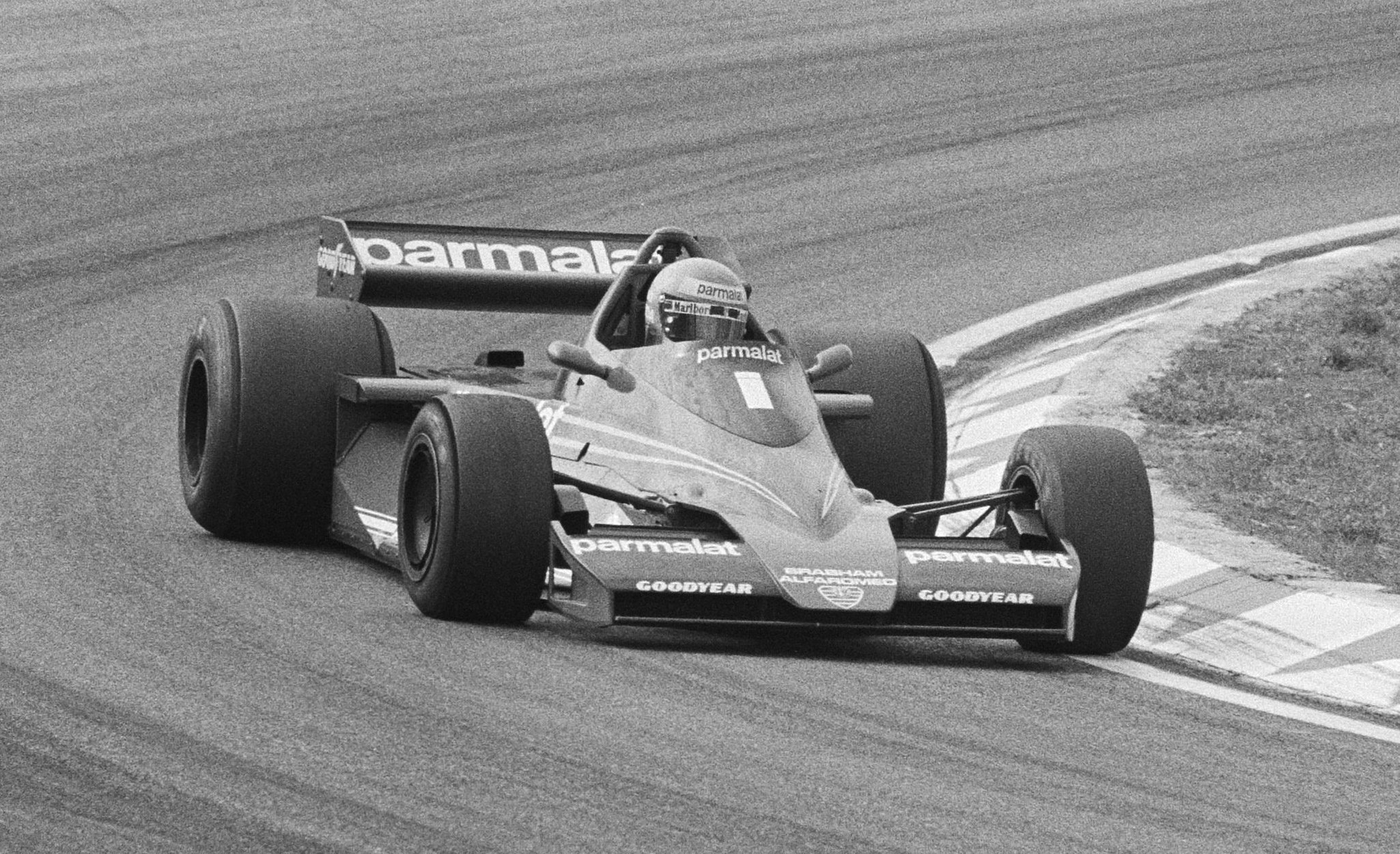
Lauda im Brabham-Alfa Romeo BT46 (1978): „Der Staubsauger“

Lauda wurde 1977 ein zweites Mal Formel-1-Weltmeister. Aber schon vor Saisonende kam es zu erneuten Differenzen mit Enzo Ferrari, da Lauda für 1978 einen Vertrag bei Brabham unterschrieben hatte. Brabhams Besitzer, Bernie Ecclestone, der spätere Chef der Formel 1, hatte bereits seit Ende 1975 wiederholt versucht, Lauda zu verpflichten. Die letzten zwei Rennen bestritt schon sein Nachfolger Gilles Villeneuve an Laudas Stelle. Sein letztes Rennen für Ferrari war somit das drittletzte der Saison in Watkins Glen, der Große Preis der USA am 2. Oktober 1977. Zu diesem Zeitpunkt stand der Titelgewinn Laudas aber schon fest. Lauda äußerte später Unzufriedenheit über Ferrari: „Meine letzte Saison bei Ferrari war, obschon ich meine zweite Weltmeisterschaft gewann, die schlimmste. Ich litt immer noch unter ihrer Reaktion nach meinem Unfall. Dazu kam, dass ich mit Regazzoni als Teampartner sehr glücklich gewesen war und Reutemann nicht wollte. (…) Ich wollte nur die Weltmeisterschaft gewinnen, um ihnen zu beweisen, dass ich mich vom Unfall erholt hatte, und dann raus, etwas anderes machen, eine neue Herausforderung annehmen.“ Für seinen zweiten Titelgewinn wurde er 1978 als Österreichs Sportler des Jahres 1977 ausgezeichnet.

#### 1978 und 1979 bei Brabham
Die rote Kappe des Brabham-Sponsors Parmalat wurde zu Laudas Markenzeichen. Obwohl die neuartigen Lotus (die die ersten F1-Rennwagen waren, deren Straßenlage vom Bodeneffekt bestimmt wurde) dominierten, errang Lauda 1978 mit dem Brabham, der einen Alfa-Romeo-Motor hatte, einige Erfolge. Am Saisonende war er Vierter in der Weltmeisterschaft.
Die Saison 1979 verlief dagegen sehr enttäuschend. Lauda trat daher Ende September 1979 während des Trainings zum Großen Preis von Kanada zurück; er begründete dies – nach elf Ausfällen in dreizehn Rennen und nur vier WM-Punkten – mit mangelnder Motivation und dem Satz „Warum soll ich wie ein Trottel mit den anderen im Kreis fahren?“ und widmete sich fortan der Fliegerei bzw. dem Aufbau seiner eigenen Fluggesellschaft Lauda Air. Nebenbei kommentierte er im Fernsehen einige Formel-1-Übertragungen.

#### 1982: Rückkehr in die Formel 1

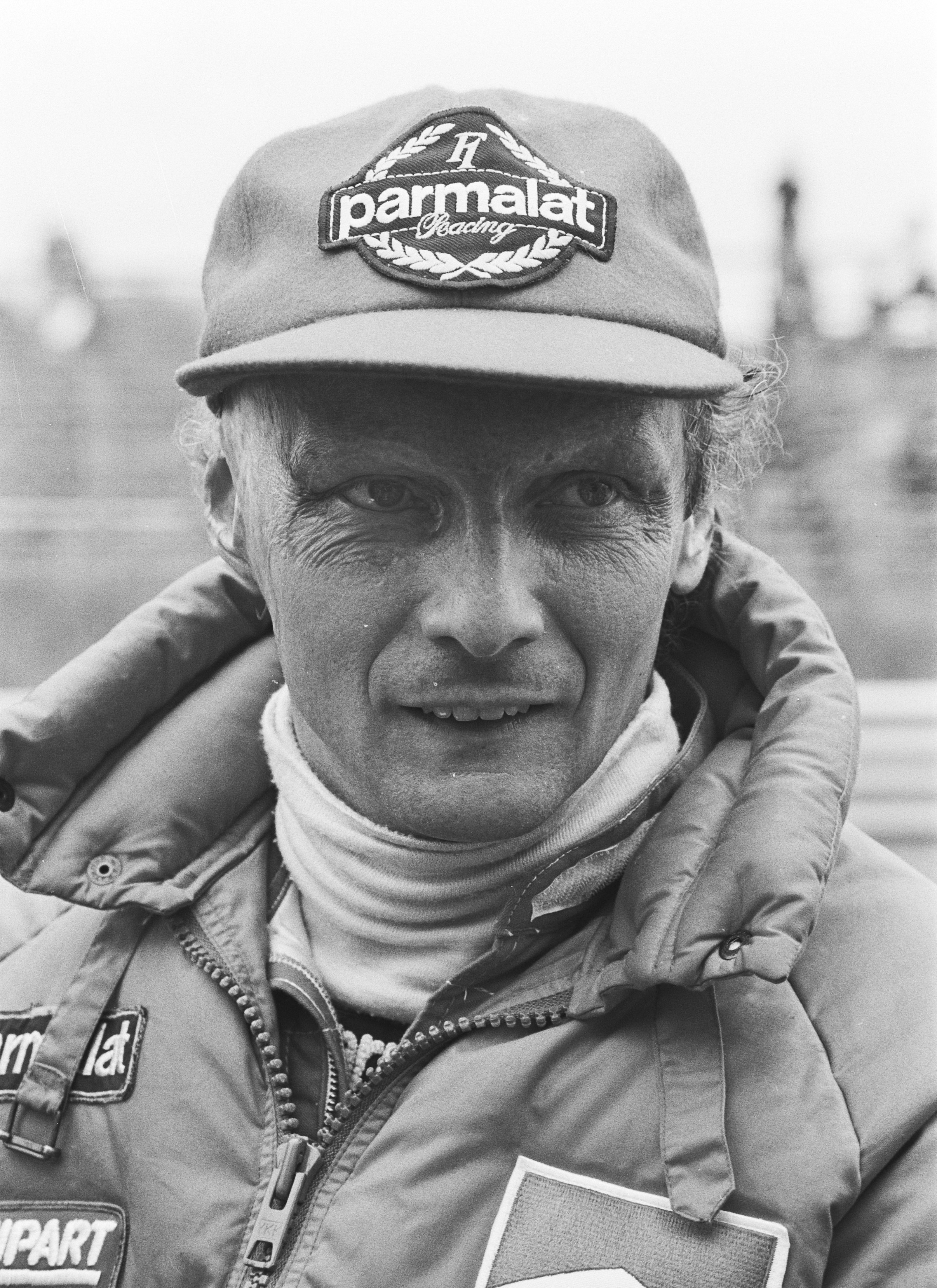
Lauda, Großer Preis der Niederlande 1982

Helmdesign ab 1982

Zur Unterstützung seiner Fluglinie kehrte er 1982 in die Formel 1 zurück, um einen McLaren zu fahren, der dank der neuartigen Bauweise aus kohlenstofffaserverstärktem Kunststoff wesentlich sicherer war als die früheren Konstruktionen aus Aluminium. Die technische Veränderung der Wagen während seiner Pause war beträchtlich gewesen, vor allem durch den Bodeneffekt: „Ich konnte nicht glauben, was mit den Wagen während meiner zweijährigen Abwesenheit geschehen war. Als ich zurückkam, hatte der Bodeneffekt seinen Höhepunkt erreicht und ich war erstaunt, dass ein Wagen so schlecht zu fahren sein könnte. Es waren eigentlich gar keine Autos mehr. Es gab keine Warnung, wenn das Limit erreicht war, weil man keinen Unterschied merkte.“
Vor dem Großen Preis von Südafrika war Lauda neben Didier Pironi maßgeblich verantwortlich für den Streik der Fahrer gegen die neuen Bestimmungen der Super-Lizenz; Lauda interpretierte die Klauseln als potentiell schädlich für die Verhandlungsposition der Fahrer und mögliche Fahrerwechsel zwischen den Teams. Lauda und die anderen Fahrer (mit Ausnahme von Teo Fabi) drohten mit Boykott und verbarrikadierten sich in einer Suite – eine Maßnahme, die Lauda für nötig hielt, um die Einheit der Piloten nicht zu gefährden. Lauda war fahrerisch sofort wieder konkurrenzfähig, obwohl das Team nur den in der Leistung unterlegenen Ford-Saugmotor zur Verfügung hatte, was sich besonders 1983 deutlich zeigte. Er drängte auf den frühzeitigen Einsatz des bei Porsche konstruierten TAG-Turbomotors, gegen den Willen seines Konstrukteurs John Barnard, der kein Kompromissauto für den Rest der Saison 1983 haben wollte. Beim Großen Preis der Niederlande wurde erstmals der McLaren-TAG-Porsche-Turbo eingesetzt, er kam jedoch in keinem der vier ausstehenden Rennen 1983 mehr ins Ziel. Ende 1983 wurde Laudas Teamkollege John Watson von Alain Prost ersetzt, dem bei Renault gekündigt worden war.
Niki Lauda war beim Eröffnungsrennen des umgebauten Nürburgrings am 12. Mai 1984 am Start: Zu diesem Schaurennen waren namhafte Rennfahrer der Gegenwart und Vergangenheit eingeladen, unter anderem Alain Prost, Carlos Reutemann, John Watson, Jacques Laffite und Klaus Ludwig sowie die ehemaligen Formel-1-Weltmeister Jack Brabham, Phil Hill, John Surtees, Denny Hulme, James Hunt, Alan Jones und Keke Rosberg. Alle 20 Teilnehmer fuhren mit identischen Mercedes-Benz 190 E 2.3-16-Tourenwagen. Da Lauda erst am Vorabend des Rennens anreisen konnte und beim Qualifikationslauf nicht dabei war, musste er das Rennen vom letzten Startplatz aus in Angriff nehmen und überholte alle vor ihm gestarteten Fahrer mit Ausnahme des damaligen Formel-1-Neulings Ayrton Senna, der dieses Rennen gewann.

#### Dritte Weltmeisterschaft 1984

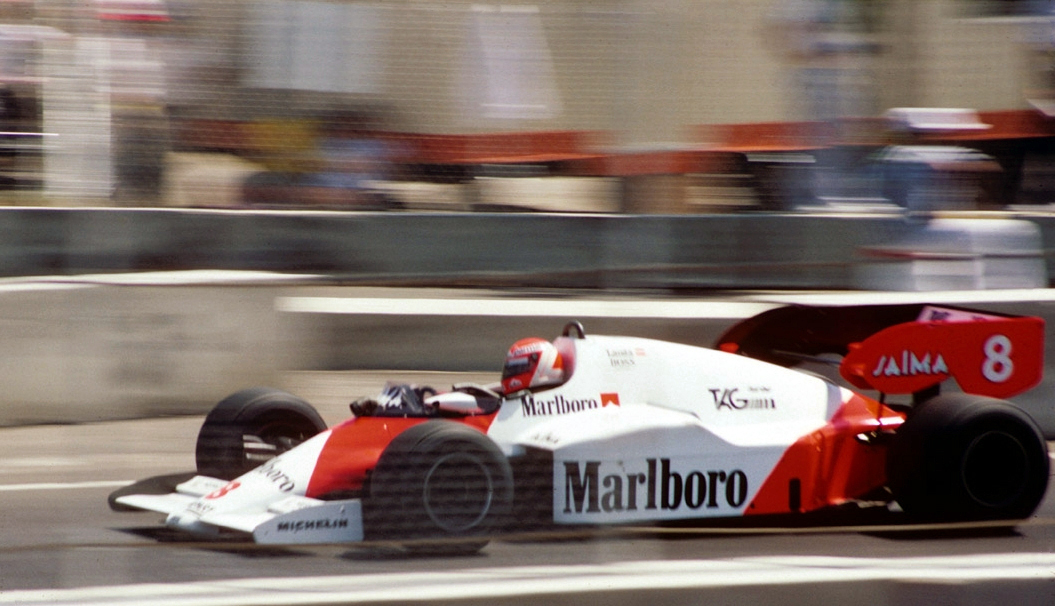
Lauda im McLaren MP4/2 beim Grand Prix in Dallas 1984

Die Weltmeisterschaft 1984 wurde ein Stallduell zwischen Lauda und seinem neuen Teamkollegen Prost, dessen Wechsel zu McLaren Lauda ursprünglich hatte verhindern wollen. Die McLaren dominierten in diesem Jahr und gewannen zwölf von sechzehn Rennen. Lauda, der fünf Rennen in diesem Jahr gewann, entschied mit einem halben Punkt Vorsprung diese Weltmeisterschaft für sich, dem knappsten Abstand in der Geschichte der Formel 1. Dabei war Lauda – anders als während seiner Zeit bei Ferrari, in der er vielmals die Pole-Position errang und im teaminternen Duell zumeist der Schnellere war – seinem Teamkollegen im Training meist unterlegen und erreichte nur selten dessen Geschwindigkeit. Anstatt sich auf das Training zu konzentrieren, begann Lauda deshalb, während der Trainingssessions an der Abstimmung seines Wagens für das Rennen zu arbeiten. „Da ich wusste, dass ich ihn da nicht schlagen konnte, habe ich mich eben auf das Rennen konzentriert.“ Beim entscheidenden Rennen, dem Großen Preis von Portugal, errang Prost zwar seinen siebten Saisonsieg, Lauda fuhr jedoch von einem hinteren elften Startplatz aus auf den zweiten Platz, der ihm für den Titelgewinn reichte. Unmittelbar nach seinem Titelgewinn äußerte sich Lauda generös über den niedergeschmetterten Prost und versicherte, dieser werde im nächsten Jahr sicher den Titel erringen. Ein Ende 1984 angedachter Wechsel zum Renault-Team kam nicht zustande.
1985 hatte Lauda eine Ausfallserie auf Grund technischer Probleme und sein Teamkollege Prost wurde überlegen Weltmeister. Lauda gewann nur einen Grand Prix – seinen 25. und letzten im niederländischen Zandvoort. Laudas Rücktritt zum Ende der Saison 1985 war beschlossen; Lauda benannte später die Dominanz seines Teamkollegen Prost als einen Grund für seinen Rücktritt. Teamchef Ron Dennis schrieb dabei während der Pressekonferenz anlässlich Laudas Rücktritt dessen Erfolge ganz allein McLaren und dem Konstrukteur John Barnard zu; Lauda lobte umgekehrt im Anschluss Dennis, kritisierte jedoch die Zusammenarbeit mit ihm und die teaminterne Stimmung: „McLaren ist kein Team wie Brabham, wo jeder den anderen mag …“ Vor dem Rennen in Belgien verletzte sich Lauda am Handgelenk und verzichtete auf die Teilnahme am Grand Prix. Auch beim nachfolgenden Großen Preis von Europa trat er nicht an; McLaren ersetzte ihn durch John Watson. Sein letztes Rennen fuhr Lauda am 3. November 1985 beim (ausfallsreichen – nur acht in der Wertung) Großen Preis von Australien, bei dem er, in Führung liegend, durch einen Reifendefekt in der 57. Runde ausfiel.
Ein Angebot des damaligen Brabham-Chefs Ecclestone für die Saison 1986 lehnte Lauda ab.

## Luftfahrtunternehmer

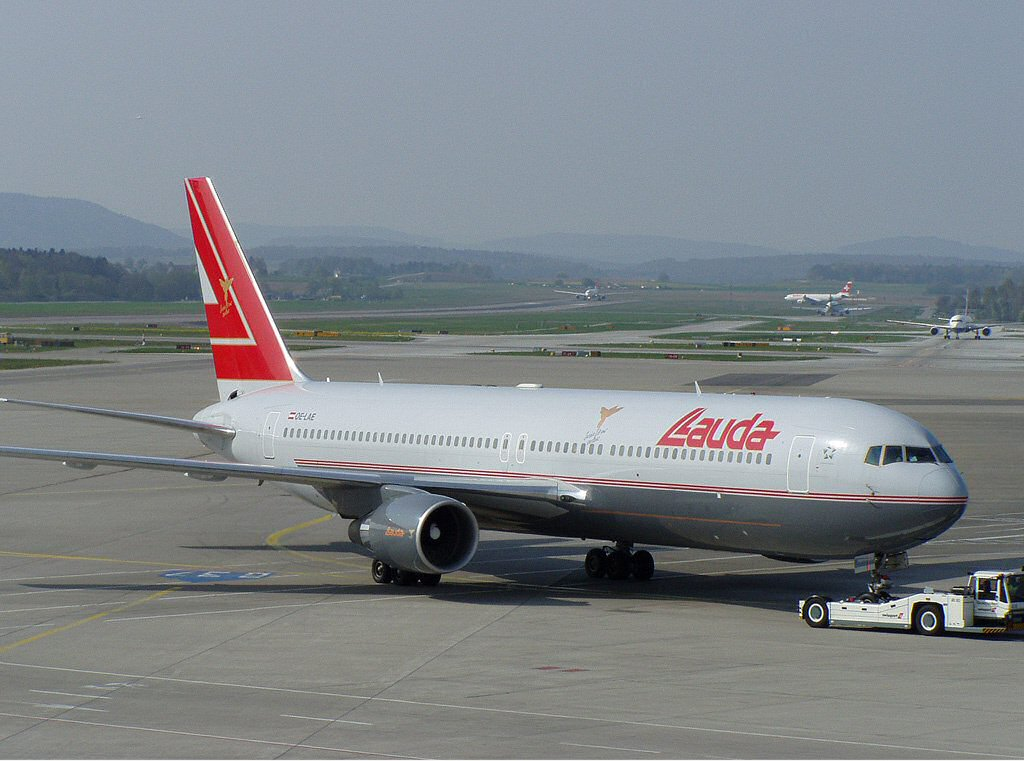
Lauda-Air-Boeing 767-300

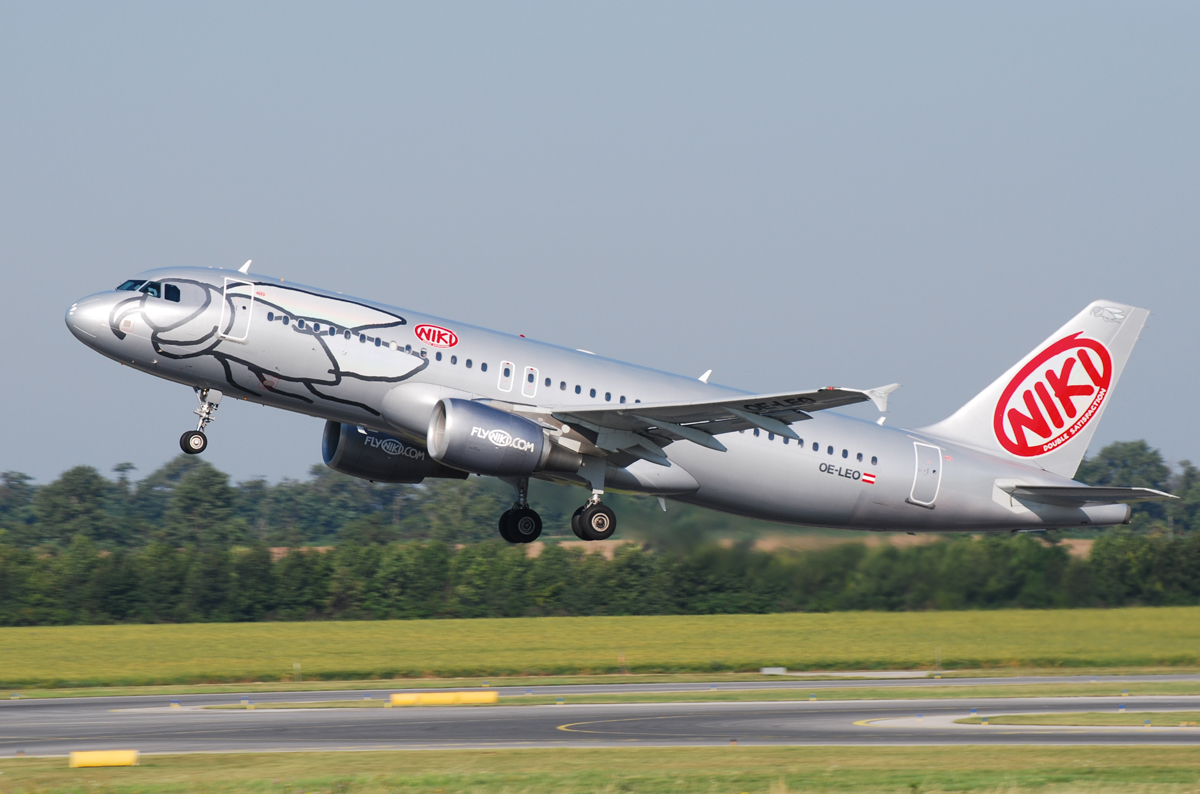
Niki-Airbus A320

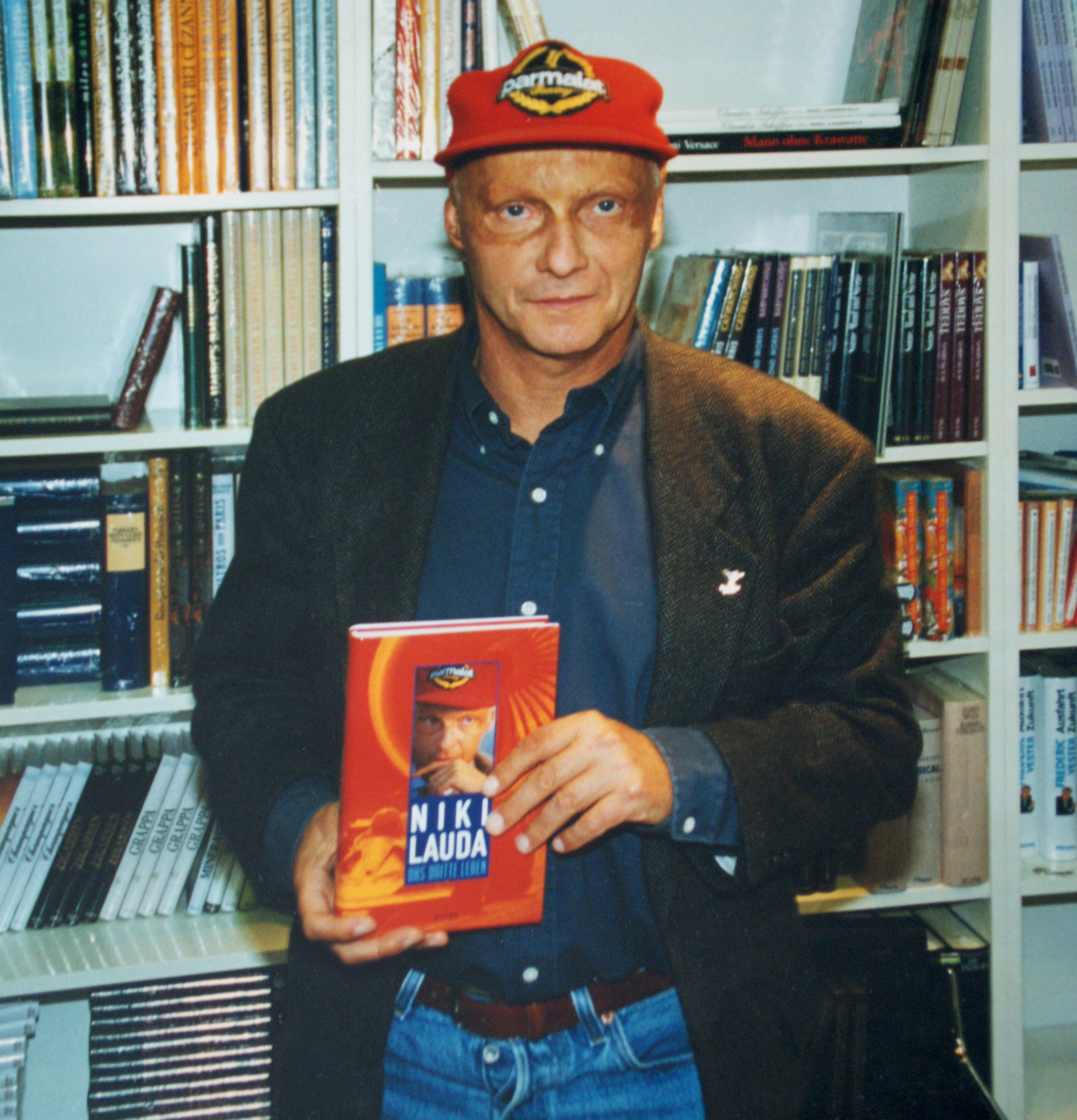
Niki Lauda 1996

1979 gründete Lauda, der selbst Pilot war, die erste Lauda Air als Bedarfsfluglinie mit zwei Fokker F-27. Nach der Neugründung starteten 1988 erste Linienflüge in den Fernen Osten, seit 1990 hat die Lauda Air eine weltweite Linienflugkonzession.
Am 26. Mai 1991 kam es beim Lauda-Air-Flug 004 zu einem schweren Unfall mit 223 Todesopfern, als eine Boeing 767 in Thailand abstürzte.
1992 begann eine engere Zusammenarbeit mit der Lufthansa, und 1997 beteiligte sich die Austrian Airlines (AUA) zu 36 % an der Lauda Air. 2001 wurde die Beteiligung zuerst auf 55 %, dann auf 99 % erhöht. 2002 wurde die Lauda Air ganz von der Austrian Airlines übernommen, Niki Lauda war bereits am 21. November 2000 aus der Fluglinie ausgeschieden. 2003 wurde die Lauda Air Teil der Austrian Airlines Group.
Im Rahmen der Insolvenz der Aero Lloyd übernahm Lauda die Mehrheitsanteile an der Aero Lloyd Austria GmbH und gründete Ende November 2003 wieder eine eigene Fluglinie. Diese firmierte unter Niki Luftfahrt und nutzte in den ersten Monaten für ihren Außenauftritt den Marketingnamen flyniki. Anfang 2004 wurde der Name der Fluglinie mit NIKI festgelegt. Mit Air Berlin bestand eine enge Kooperation. Am 5. Juli 2010 gaben Air Berlin und flyniki bekannt, dass Air Berlin seine Anteile auf 49,9 % mit der Option zur vollen Übernahme aufstockt. Am 8. November 2011 wurde veröffentlicht, dass Lauda die restlichen Kapitalanteile an die Air Berlin übertragen habe. Nach Medienberichten übernehme Lauda zudem den Posten eines Verwaltungsrats (Non-Executive Director) bei der Air Berlin PLC.
Anfang 2016 übernahm Lauda das Wiener Bedarfsflugunternehmen Amira Air (später Laudamotion, Markenname seit März 2019 nur mehr Lauda). Die Fluggesellschaft führte mit ihren 15 Businessjets Flüge für die gehobene Klientel durch.
Am 23. Jänner 2018 bekam Lauda bei der Zerschlagung der Air Berlin im zweiten Anlauf den Zuschlag für die österreichischen Teile und kaufte damit die Air-Berlin-Tochter Niki zurück, um sie in die Laudamotion einzugliedern. Dafür ging er eine Kooperation mit Ryanair ein, der er schon im März 2018 einen Anteil verkaufte. Bis Ende 2018 übernahm Ryanair das Unternehmen komplett. Im März 2019 schied Lauda auch als Geschäftsführer aus, blieb aber noch Vorsitzender des Gesellschafterausschusses.

## Sonstige unternehmerische Tätigkeiten

### Motorsport
In den 1990er-Jahren war Lauda wieder im Motorsport tätig und fungierte zunächst von 1993 bis 1995 als Berater beim erfolglosen Ferrari-Team, wo er zur Neuorganisation des Teams beitrug und u. a. die Verpflichtung des damaligen Weltmeisters Michael Schumacher zur Saison 1996 mitbetrieb. Vom 6. Februar 2001 bis 26. November 2002 war Lauda beim britischen Formel-1-Team Jaguar beschäftigt (zunächst als Rennleiter, dann als Teamchef).
Zudem wurde Lauda 1996 Co-Moderator der Formel-1-Sendungen Formel 1: Countdown und Formel 1: Highlights bei RTL. Er blieb bis zum Saisonende 2017 als Experte der Formel-1-Übertragung bei dem Sender. Beim Großen Preis von Monaco 2010 sorgte Lauda für Aufregung, als er Robert Kubica als „Polacken“ bezeichnete. Trotz Kritik des Moderators Florian König blieb er zunächst bei der Wortwahl. Nach Aufforderung von RTL entschuldigte er sich bei Kubica.
Ende September 2012 wurde Lauda zum Aufsichtsratsvorsitzenden des Mercedes-Formel-1-Teams berufen. Anfang 2013 erwarb er 10 % der Anteile an dem Rennstall.

### Mietwagen
Im Oktober 2003 startete Lauda mit einem Partner in Wien den Mietwagenservice Lauda Motion GmbH. Er kopierte das Konzept der mobilen Werbung des deutschen Anbieters maxhopp und vermietete mit Werbung beklebte Kleinwagen (Smart, Mini, Fiat 500, 1er BMW) als rollende Litfaßsäulen. Im Oktober 2009 stieg er aus der Lauda Motion GmbH aus. Sein Partner Stefan Miklauz übernahm Laudas 51-%-Anteil und machte unter dem Namen City-Motion weiter.

### Werbung
Im Oktober 2012 sagte Lauda als Zeuge gegen seinen früheren Kappensponsor Michael Seidl aus, mit dem er im Herbst 2010 einen Vierjahresvertrag mit einem Volumen von 1,4 Millionen Euro jährlich abgeschlossen hatte. Lauda machte auf seiner als sein Markenzeichen bekannten Kappe Werbung für die Money Service Group. Laut Lauda erhielt er nur den Geldbetrag von 400.000 Euro, außerdem wurde ihm eine wertlose Investition für 500.000 Euro verkauft.

## Sonstiges
Die rote Kappe war Laudas Markenzeichen, auf der wiederum ein Sponsoring platziert war. Er trug sie, um nach seinem Unfall den Verband am Kopf zu halten, und blieb dabei, um die Narben der verbrannten Kopfhaut zu verbergen.
Obgleich Lauda aufgrund seiner meist direkten und schnörkellosen Art in der Öffentlichkeit mitunter das Image eines humorlosen „Knurrers“ anhing, erlaubte er sich einen derben Scherz mit einer US-amerikanischen TV-Reporterin, die ihn an der Stelle seines 1976 erlittenen Feuerunfalls an der Nürburgring-Nordschleife interviewen sollte. Lauda hatte zuvor ein vom Frühstücksbuffet seines Hotels mitgenommenes Kipferl (Hörnchen) unauffällig im Gras an der damaligen Unfallstelle platziert und unterbrach gleich zu Beginn das Interview „Just a moment!“ – daraufhin „fand“ er das Hörnchen und rief erfreut „Oh look, here’s my ear!“ Lauda erinnerte sich: „Die war fertig. Die hat die Fassung verloren. Die mussten alles noch mal drehen.“
2004 wurde Lauda in den Aufsichtsrat der ÖBB berufen, den er nach wenigen Monaten wieder verließ.
Lauda hatte 1990 einen Gastauftritt in dem Film Feuer, Eis & Dynamit, in dem der James-Bond-Darsteller Roger Moore die Hauptrolle spielte. 2006 war er als The King in der Disney-Pixar-Produktion Cars zu hören.
Im Jänner 2011 äußerte sich Niki Lauda abfällig über ein aus zwei homosexuellen Männern bestehendes Tanzpaar, das bei der Tanz-Show Dancing Stars auftreten sollte. Er befürchtete, dass Kinder dadurch verwirrt würden und man sich eines Tages rechtfertigen müsse, heterosexuell zu sein.

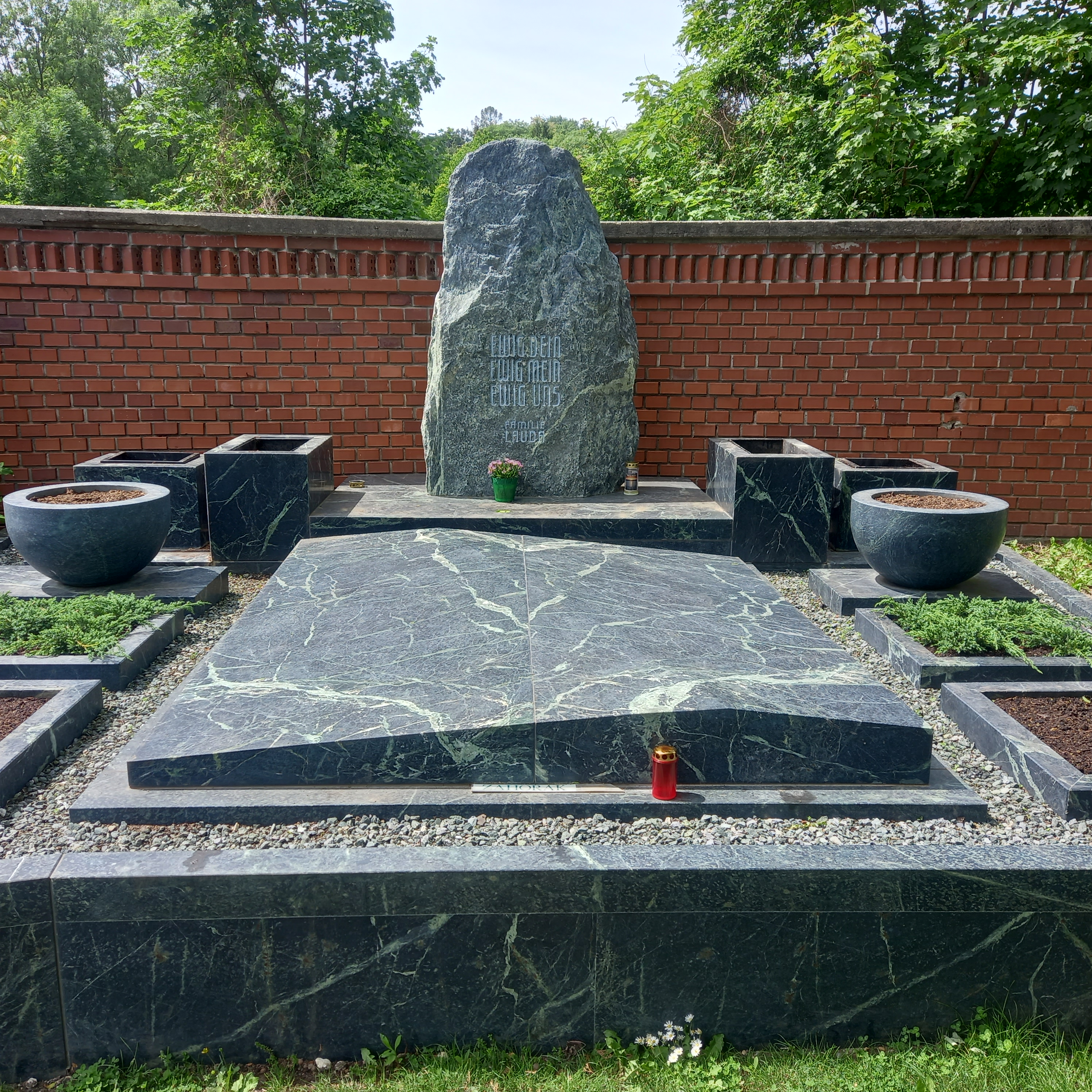
Das Grab von Niki Lauda auf dem Heiligenstädter Friedhof in Wien

George Harrisons Song Faster ist von Laudas Comeback nach seinem schweren Unfall am Nürburgring inspiriert.
Das Ballermann-Stück Mama Laudaaa von Specktakel und Almklausi (2018) enthält die Zeile „Wie heißt die Mutter von Niki Lauda?“. Die Antwort lautet „Mama Laudaaa“, die mit Klitika ausgesprochene Aufforderung „Mach mal lauter“. Niki Lauda erklärte in einem Interview, das Lied habe ihn „sehr überrascht“, er finde es aber „lustig“.
Im Spielfilm Rush – Alles für den Sieg (2013), der von der Rivalität zwischen Lauda und James Hunt erzählt, wurde Lauda von Daniel Brühl verkörpert. In der brasilianischen Miniserie Senna tritt Niki Lauda ebenfalls auf, hier gespielt von Johannes Heinrichs.

## Ehrungen
- Lauda wurde ehrenhalber in die Lord Jim Loge aufgenommen.
- 2016 bekam Lauda den Preis für sein Lebenswerk bei den Laureus World Sports Awards.[73]
- 2019 wurde die österreichische Auszeichnung für die Sportler des Jahres, vergeben von der Sportjournalistenvereinigung Sports Media Austria (SMA), in Niki umbenannt.[74]
- 2019 wurde eine Zufahrt zum Flughafen Wien-Schwechat Niki-Lauda-Allee benannt und am Flughafen eine Gedenktafel für Lauda angebracht.[75][76]
- 2022 wurde die Zufahrt zum Werksgelände des Mercedes AMG Petronas Formel 1 Teams in Lauda Drive umbenannt.[77]

## Statistik

### Karrierestationen
| - 1970: Französische Formel 3 - 1971: Formel 2 (Platz 10) - 1971: ETCC (Platz 31) - 1971: Formel 1 - 1972: Formel 2 (Platz 5) - 1972: Britische Formel 2 (Meister) - 1972: Formel 1 | - 1973: Formel 1 (Platz 17) - 1973: ETCC (Platz 7) - 1974: Formel 1 (Platz 4) - 1975: Formel 1 (Weltmeister) - 1976: Formel 1 (Vizeweltmeister) - 1977: Formel 1 (Weltmeister) - 1978: Formel 1 (Platz 4) | - 1979: Formel 1 (Platz 14) - 1979: Procar-Serie (Meister) - 1982: Formel 1 (Platz 5) - 1983: Formel 1 (Platz 10) - 1984: Formel 1 (Weltmeister) - 1985: Formel 1 (Platz 10) |

### Statistik in der Automobil-/Formel-1-Weltmeisterschaft
Diese Statistik umfasst alle Teilnahmen des Fahrers an der Formel-1-Weltmeisterschaft, die bis 1980 als Automobil-Weltmeisterschaft bezeichnet wurde.

#### Grand-Prix-Siege
| - 1974: Spanien (Jarama) - 1974: Niederlande (Zandvoort) - 1975: Monaco (Monte Carlo) - 1975: Belgien (Zolder) - 1975: Schweden (Anderstorp) - 1975: Frankreich (Le Castellet) - 1975: USA (Watkins Glen) - 1976: Brasilien (Interlagos) - 1976: Südafrika (Kyalami) | - 1976: Belgien (Zolder) - 1976: Monaco (Monte Carlo) - 1976: Großbritannien (Brands Hatch) - 1977: Südafrika (Kyalami) - 1977: Deutschland (Hockenheim) - 1977: Niederlande (Zandvoort) - 1978: Schweden (Anderstorp) - 1978: Italien (Monza) - 1982: USA West (Long Beach) | - 1982: Großbritannien (Brands Hatch) - 1984: Südafrika (Kyalami) - 1984: Frankreich (Dijon-Prenois) - 1984: Großbritannien (Brands Hatch) - 1984: Österreich (Spielberg) - 1984: Italien (Monza) - 1985: Niederlande (Zandvoort) |

#### Gesamtübersicht
| Saison | Team                           | Chassis                    | Motor                | Rennen | Siege | Zweiter | Dritter | Poles | schn. Rennrunden | Punkte | WM-Pos. |
| ------ | ------------------------------ | -------------------------- | -------------------- | ------ | ----- | ------- | ------- | ----- | ---------------- | ------ | ------- |
| 1971   | STP March Racing Team          | March 711                  | Ford Cosworth 3.0 V8 | 1      | –     | –       | –       | –     | –                | –      | –       |
| 1972   | STP March Racing Team          | March 721 / 721X / 721G    | Ford Cosworth 3.0 V8 | 12     | –     | –       | –       | –     | –                | –      | –       |
| 1973   | Marlboro B.R.M.                | BRM P160C / P160E          | B.R.M. 3.0 V12       | 14     | –     | –       | –       | –     | –                | 2      | 17.     |
| 1974   | Scuderia Ferrari SEFAC         | Ferrari 312B3              | Ferrari 3.0 B12      | 15     | 2     | 3       | –       | 9     | 3                | 38     | 4.      |
| 1975   | Scuderia Ferrari SEFAC         | Ferrari 312B3 / 312T       | Ferrari 3.0 B12      | 14     | 5     | 1       | 2       | 9     | 2                | 64,5   | 1.      |
| 1976   | Scuderia Ferrari SEFAC         | Ferrari 312T / 312T2       | Ferrari 3.0 B12      | 14     | 5     | 2       | 2       | 3     | 4                | 68     | 2.      |
| 1977   | Scuderia Ferrari SEFAC         | Ferrari 312T2              | Ferrari 3.0 B12      | 14     | 3     | 6       | 1       | 2     | 3                | 72     | 1.      |
| 1978   | Parmalat Racing Team           | Brabham BT45C / BT46 / 46B | Alfa Romeo 3.0 B12   | 16     | 2     | 3       | 2       | 1     | 4                | 44     | 4.      |
| 1979   | Parmalat Racing Team           | Brabham BT48               | Alfa Romeo 3.0 B12   | 13     | –     | –       | –       | –     | –                | 4      | 14.     |
| 1982   | Marlboro McLaren International | McLaren MP4/1B             | Ford Cosworth 3.0 V8 | 14     | 2     | –       | 1       | –     | 1                | 30     | 5.      |
| 1983   | Marlboro McLaren International | McLaren MP4/1C             | Ford Cosworth 3.0 V8 | 10     | –     | 1       | 1       | –     | 1                | 12     | 10.     |
| 1983   | Marlboro McLaren International | McLaren MP4/1E             | TAG 1.5 V6 Turbo     | 4      | –     | –       | –       | –     | –                | –      | 10.     |
| 1984   | Marlboro McLaren International | McLaren MP4/2              | TAG 1.5 V6 Turbo     | 16     | 5     | 4       | –       | –     | 5                | 72     | 1.      |
| 1985   | Marlboro McLaren International | McLaren MP4/2B             | TAG 1.5 V6 Turbo     | 14     | 1     | –       | –       | –     | 1                | 14     | 10.     |
| Gesamt | Gesamt                         | Gesamt                     | Gesamt               | 171    | 25    | 20      | 9       | 24    | 24               | 420,5  |         |

#### Einzelergebnisse
| Saison | 1   | 2   | 3   | 4   | 5   | 6   | 7   | 8   | 9   | 10  | 11  | 12  | 13  | 14  | 15  | 16 | 17 |
| ------ | --- | --- | --- | --- | --- | --- | --- | --- | --- | --- | --- | --- | --- | --- | --- | -- | -- |
| 1971   |     |     |     |     |     |     |     |     |     |     |     |     |     |     |     |    |    |
|        |     |     |     |     |     |     | DNF |     |     |     |     |     |     |     |     |    |    |
| 1972   |     |     |     |     |     |     |     |     |     |     |     |     |     |     |     |    |    |
| 11     | 7   | DNF | 16  | 12  | DNF | 9   | DNF | 10  | 13  | DSQ | NC  |     |     |     |     |    |    |
| 1973   |     |     |     |     |     |     |     |     |     |     |     |     |     |     |     |    |    |
| DNF    | 8   | DNF | DNF | 5   | DNF | 13  | 9   | 12  | DNF | DNF | INJ | DNF | DNF | NC  |     |    |    |
| 1974   |     |     |     |     |     |     |     |     |     |     |     |     |     |     |     |    |    |
| 2      | DNF | 16* | 1   | 2   | DNF | DNF | 1   | 2   | 5   | DNF | DNF | DNF | DNF | DNF |     |    |    |
| 1975   |     |     |     |     |     |     |     |     |     |     |     |     |     |     |     |    |    |
| 6      | 5   | 5   | DNF | 1   | 1   | 1   | 2   | 1   | 8   | 3   | 6   | 3   | 1   |     |     |    |    |
| 1976   |     |     |     |     |     |     |     |     |     |     |     |     |     |     |     |    |    |
| 1      | 1   | 2   | 2   | 1   | 1   | 3   | DNF | 1   | DNF | INJ | INJ | 4   | 8   | 3   | DNF |    |    |
| 1977   |     |     |     |     |     |     |     |     |     |     |     |     |     |     |     |    |    |
| DNF    | 3   | 1   | 2   | DNS | 2   | 2   | DNF | 5   | 2   | 1   | 2   | 1   | 2   | 4   |     |    |    |
| 1978   |     |     |     |     |     |     |     |     |     |     |     |     |     |     |     |    |    |
| 2      | 3   | DNF | DNF | 2   | DNF | DNF | 1   | DNF | 2   | DNF | DNF | 3   | 1   | DNF | DNF |    |    |
| 1979   |     |     |     |     |     |     |     |     |     |     |     |     |     |     |     |    |    |
| DNF    | DNF | 6   | DNF | DNF | DNF | DNF | DNF | DNF | DNF | DNF | DNF | 4   |     |     |     |    |    |
| 1982   |     |     |     |     |     |     |     |     |     |     |     |     |     |     |     |    |    |
| 4      | DNF | 1   |     | DSQ | DNF | DNF | DNF | 4   | 1   | 8   | DNS | 5   | 3   | DNF | DNF |    |    |
| 1983   |     |     |     |     |     |     |     |     |     |     |     |     |     |     |     |    |    |
| 3      | 2   | DNF | DNF | DNQ | DNF | DNF | DNF | 6   | DSQ | 6   | DNF | DNF | DNF | 11* |     |    |    |
| 1984   |     |     |     |     |     |     |     |     |     |     |     |     |     |     |     |    |    |
| DNF    | 1   | DNF | DNF | 1   | DNF | 2   | DNF | DNF | 1   | 2   | 1   | 2   | 1   | 4   | 2   |    |    |
| 1985   |     |     |     |     |     |     |     |     |     |     |     |     |     |     |     |    |    |
| DNF    | DNF | 4   | DNF | DNF | DNF | DNF | DNF | 5   | DNF | 1   | DNF | DNS | INJ | DNF | DNF |    |    |

| Legende  | Legende            | Legende                                                          |
| Farbe    | Abkürzung          | Bedeutung                                                        |
| -------- | ------------------ | ---------------------------------------------------------------- |
| Gold     | –                  | Sieg                                                             |
| Silber   | –                  | 2. Platz                                                         |
| Bronze   | –                  | 3. Platz                                                         |
| Grün     | –                  | Platzierung in den Punkten                                       |
| Blau     | –                  | Klassifiziert außerhalb der Punkteränge                          |
| Violett  | DNF                | Rennen nicht beendet (did not finish)                            |
| Violett  | NC                 | nicht klassifiziert (not classified)                             |
| Rot      | DNQ                | nicht qualifiziert (did not qualify)                             |
| Rot      | DNPQ               | in Vorqualifikation gescheitert (did not pre-qualify)            |
| Schwarz  | DSQ                | disqualifiziert (disqualified)                                   |
| Weiß     | DNS                | nicht am Start (did not start)                                   |
| Weiß     | WD                 | zurückgezogen (withdrawn)                                        |
| Hellblau | PO                 | nur am Training teilgenommen (practiced only)                    |
| Hellblau | TD                 | Freitags-Testfahrer (test driver)                                |
| ohne     | DNP                | nicht am Training teilgenommen (did not practice)                |
| ohne     | INJ                | verletzt oder krank (injured)                                    |
| ohne     | EX                 | ausgeschlossen (excluded)                                        |
| ohne     | DNA                | nicht erschienen (did not arrive)                                |
| ohne     | C                  | Rennen abgesagt (cancelled)                                      |
| ohne     | keine WM-Teilnahme |                                                                  |
| sonstige | P/fett             | Pole-Position                                                    |
| sonstige | 1/2/3/4/5/6/7/8    | Punktplatzierung im Sprint-/Qualifikationsrennen                 |
| sonstige | SR/kursiv          | Schnellste Rennrunde                                             |
| sonstige | *                  | nicht im Ziel, aufgrund der zurückgelegten Distanz aber gewertet |
| sonstige | ()                 | Streichresultate                                                 |
| sonstige | unterstrichen      | Führender in der Gesamtwertung                                   |

### Einzelergebnisse in der Sportwagen-Weltmeisterschaft
| Saison | Team             | Rennwagen   | 1   | 2   | 3   | 4   | 5   | 6   | 7   | 8   | 9   | 10  |
| ------ | ---------------- | ----------- | --- | --- | --- | --- | --- | --- | --- | --- | --- | --- |
| 1969   | Kaimann-Team     | Porsche 910 | DAY | SEB | BRH | MON | TAR | SPA | NÜR | LEM | WAT | ZEL |
| 1969   | Kaimann-Team     | Porsche 910 |     |     |     |     |     |     | 21  |     |     |     |
| 1970   | Kaimann-Team     | Porsche 908 | DAY | SEB | BRH | MON | TAR | SPA | NÜR | LEM | WAT | ZEL |
| 1970   | Kaimann-Team     | Porsche 908 |     |     |     |     |     |     | 6   |     |     |     |
| 1973   | Alpina           | BMW 3.0 CSL | DAY | VAL | DIJ | MON | SPA | TAR | NÜR | LEM | ZEL | WAT |
| 1973   | Alpina           | BMW 3.0 CSL |     | 7   |     |     |     |     |     |     |     |     |
| 1974   | Ford Deutschland | Ford Capri  | MON | SPA | NÜR | IMO | LEM | ZEL | WAT | LEC | BRH | KYA |
| 1974   | Ford Deutschland | Ford Capri  | DNF |     |     |     |     |     |     |     |     |     |

## Publikationen
- mit Fritz Indra und Herbert Völker: Formel 1. Technik und Praxis des Grand-Prix-Sports. Motorbuch Verlag, Stuttgart 1975, ISBN 3-85368-817-9.
- Protokoll. Meine Jahre mit Ferrari. Motorbuch Verlag, Stuttgart 1977, ISBN 3-85368-843-8.
- mit Herbert Völker: Meine Story. Orac Verlag, Wien 1985, ISBN 3-7015-0025-8.
- mit Fritz Indra, Herbert Völker: Die neue Formel 1. Das Turbo-Zeitalter. Orac Verlag, Wien 1992, ISBN 3-85368-910-8.
- Selbst-Porträt der Kindheit und Jugend. In: Florian Langenscheidt (Hrsg.): Bei uns zu Hause. Prominente erzählen von ihrer Kindheit. Econ, Düsseldorf 1995, ISBN 3-430-15945-8.
- mit Herbert Völker: Das dritte Leben. Heyne, München 1996, ISBN 3-453-11572-4 (gebunden), ISBN 3-453-13880-5 (Taschenbuch).
- mit Heike Kossdorf, Daniel Winkler: Niki Lauda. Alles unter einer Kappe. Styria Verlag, Wien 2009, ISBN 978-3-222-13266-7.
- mit Conny Bischofberger: Reden wir über Geld. edition a, Wien 2015, ISBN 978-3-99001-143-0.

## Filme
- 1986: Die Zukunft hat Geburtstag – 100 Jahre Automobil. Fernsehshow, ARD/ORF/SRF, 165 Min., Regie: Michael Pfleghar; Co-Moderation und Hauptrolle im Einspielfilm: Niki Lauda.[78]
- 2000: Legenden, Episode 02x02: Niki Lauda. Dokumentation, ARD, 45 Min., Regie: Christian Weisenborn.[79]
- 2010: Aus eigener Kraft – Wie Sportler Schicksalsschläge überwinden. Dokumentation, 3sat/ORF, 45 Min., Regie und Drehbuch: Hannes M. Schalle.[80]
- 2013: Rush – Alles für den Sieg. Spielfilm, Regie: Ron Howard, Drehbuch: Peter Morgan.[81][82]
- 2014: 33 Days – Born to Be Wild, auch: Lauda: The Untold Story. Kinodokumentation, 90 Min., Regie: Hannes M. Schalle.[83][84]
- 2015: Mayday – Alarm im Cockpit, Episode 14x02: Niki Lauda: Tragödie in Thailand. Dokumentation, National Geographic Channel, 50 Min., Regie: Tim Wolochatiuk.[85]
- 2019: Summa cum Lauda – der unglaubliche Weg des Niki Nationale. Dokumentation, ServusTV, 45 Min., Regie: Niki Mahatsek.[86]